# Senecio barbertonicus

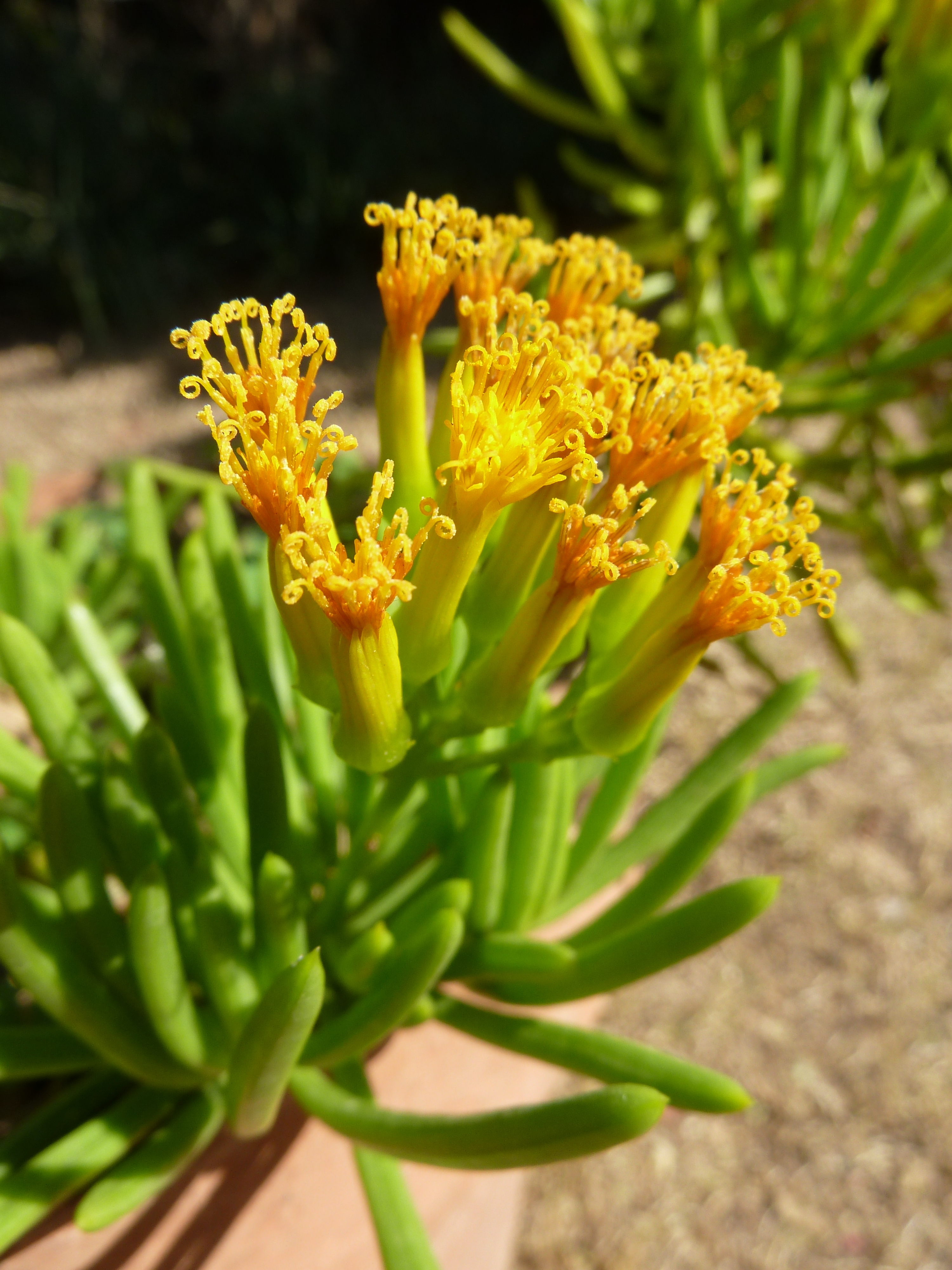
Vista de la planta

Senecio barbertonicus (Klatt) es una especie de arbusto suculento perennifolio de la familia Asteraceae en el género Senecio, originaria de Sudáfrica. También se cultiva en otros lugares por su resistencia a la sequía, los grupos de las dulcemente perfumadas flores de color oro amarillo, son atractivas a las mariposas, en particular a Vanessa cardui.

## Descripción
Es un arbusto suculento que alcanca un tamaño de 2 m de alto y de ancho, con un tronco carnoso, de color verde claro, cilíndrico, las hojas en forma de dedos de 5 cm de largo, densamente empaquetadas alrededor del tallo y curvadas en la base paralelas al vástago y apuntando hacia arriba.
Las flores amarillas son fragantes, de 1,0 cm de ancho y 7,6 cm de largo, la floración se produce de julio a septiembre, son terminales y producen semillas con un mechón de pelos densos.
S. barbertonicus es resistente a por lo menos -4 °C.

## Distribución
S. barbertonicus crece sobre todo en las praderas rocosas y sabana en el sur de África, en áreas que van desde Suazilandia y Mozambique, a partes del este de Zimbabue y Sudáfrica en altitudes entre 34 m 1.700 m.
Es común a escala local en las áreas protegidas en el este, centro y suroeste de Suazilandia,  en Gauteng, KwaZulu-Natal, Limpopo, Mpumalanga y Provincia del Noroeste.

## Taxonomía
Senecio barbertonicus fue descrita por Friedrich Wilhelm Klatt y publicado en Bulletin de l'Herbier Boissier 4: 840. 1896
Etimología
Ver: Senecio
barbertonicus: epíteto geográfico que alude a su localización en Barberton.